# Tour der British Lions nach Australasien und Kanada 1959
| Tour der British Lions nach Australasien und Kanada 1959 | Tour der British Lions nach Australasien und Kanada 1959 | Tour der British Lions nach Australasien und Kanada 1959 | Tour der British Lions nach Australasien und Kanada 1959 | Tour der British Lions nach Australasien und Kanada 1959 |
| Übersicht                                                | S                                                        | G                                                        | U                                                        | N                                                        |
| -------------------------------------------------------- | -------------------------------------------------------- | -------------------------------------------------------- | -------------------------------------------------------- | -------------------------------------------------------- |
| Test Matches                                             | 06                                                       | 03                                                       | 0                                                        | 3                                                        |
| Sonstige Spiele                                          | 27                                                       | 24                                                       | 0                                                        | 3                                                        |
| Gesamt                                                   | 33                                                       | 27                                                       | 0                                                        | 6                                                        |
|                                                          |                                                          |                                                          |                                                          |                                                          |
| Australien                                               | 02                                                       | 02                                                       | 0                                                        | 0                                                        |
| Neuseeland                                               | 04                                                       | 01                                                       | 0                                                        | 3                                                        |

Die Tour der British Lions nach Australasien und Kanada 1959 war eine Rugby-Union-Tour der als British Lions bezeichneten Auswahlmannschaft (heute British and Irish Lions). Sie reiste von Mai bis September 1959 durch Australien und Neuseeland. Während dieser Zeit bestritten die Lions 33 Spiele, davon sechs in Australien, 25 in Neuseeland und zwei auf der Rückreise in Kanada. Es standen zwei Test Matches gegen die australische Nationalmannschaft und vier Test Matches gegen die neuseeländische Nationalmannschaft auf dem Programm. Während gegen die All Blacks nur ein Sieg gelang, konnten die Lions beide Partien gegen die Wallabies für sich entscheiden. In den Spielen gegen regionale Auswahlteams standen 24 Siegen drei Niederlagen gegenüber.

## Spielplan
- Hintergrundfarbe grün = Sieg
- Hintergrundfarbe rot = Niederlage

(Test Matches sind grau unterlegt; Ergebnisse aus der Sicht der Lions)

### Spiele in Australien
| #  | Datum         | Gegner                   | Ort       | Stadion                     | Ergebnis |
| -- | ------------- | ------------------------ | --------- | --------------------------- | -------- |
| 01 | 23. Mai 1959  | Victorian Rugby Union    | Melbourne |                             | 53:18    |
| 02 | 30. Mai 1959  | New South Wales Waratahs | Sydney    | Sydney Sports Ground        | 14:18    |
| 03 | 02. Juni 1959 | Queensland Reds          | Brisbane  | Exhibition Ground           | 39:11    |
| 04 | 06. Juni 1959 | Australien               | Brisbane  | Exhibition Ground           | 17:6     |
| 05 | 09. Juni 1959 | New South Wales Country  | Tamworth  | International Sports Center | 27:14    |
| 06 | 13. Juni 1959 | Australien               | Sydney    | Sydney Sports Ground        | 24:3     |

### Spiele in Neuseeland
| #  | Datum              | Gegner                                             | Ort              | Stadion                       | Ergebnis |
| -- | ------------------ | -------------------------------------------------- | ---------------- | ----------------------------- | -------- |
| 07 | 20. Juni 1959      | Hawke’s Bay Rugby Union                            | Napier           | McLean Park                   | 52:12    |
| 08 | 24. Juni 1959      | Poverty Bay & East Coast                           | Gisborne         | Rugby Park                    | 23:14    |
| 09 | 27. Juni 1959      | Auckland Rugby Football Union                      | Auckland         | Eden Park                     | 15:10    |
| 10 | 01. Juli 1959      | New Zealand Universities                           | Christchurch     | Lancaster Park                | 25:13    |
| 11 | 04. Juli 1959      | Otago Rugby Football Union                         | Dunedin          | Carisbrook                    | 8:26     |
| 12 | 08. Juli 1959      | South Canterbury & Mid Canterbury & North Otago    | Timaru           | Fraser Park                   | 21:11    |
| 13 | 11. Juli 1959      | Southland                                          | Invercargill     | Rugby Park Stadium            | 11:6     |
| 14 | 18. Juli 1959      | Neuseeland                                         | Dunedin          | Carisbrook                    | 17:18    |
| 15 | 22. Juli 1959      | West Coast & Buller Rugby Football Union           | Greymouth        | Rugby Park                    | 58:3     |
| 16 | 25. Juli 1959      | Canterbury Rugby Football Union                    | Christchurch     | Lancaster Park                | 14:20    |
| 17 | 29. Juli 1959      | Marlborough & Nelson & Golden Bay-Motueka          | Blenheim         | Lansdowne Park                | 64:5     |
| 18 | 01. August 1959    | Wellington Rugby Football Union                    | Wellington       | Athletic Park                 | 21:6     |
| 19 | 05. August 1959    | Whanganui Rugby Football Union                     | Wanganui         | Spriggens Park                | 9:6      |
| 20 | 08. August 1959    | Taranaki Rugby Football Union                      | New Plymouth     | Rugby Park                    | 15:3     |
| 21 | 11. August 1959    | Manawatu & Horowhenua Rugby Football Union         | Palmerston North | Palmerston Oval               | 26:6     |
| 22 | 15. August 1959    | Neuseeland                                         | Wellington       | Athletic Park                 | 8:11     |
| 23 | 19. August 1959    | King Country & Counties Manukau Rugby Union        | Taumarunui       | The Domain                    | 25:5     |
| 24 | 22. August 1959    | Waikato Rugby Union                                | Hamilton         | Rugby Park                    | 14:0     |
| 25 | 25. August 1959    | Wairarapa & Bush Rugby Football Union              | Masterton        | Solway Showgrounds            | 37:11    |
| 26 | 29. August 1959    | Neuseeland                                         | Christchurch     | Lancaster Park                | 8:22     |
| 27 | 02. September 1959 | New Zealand Academy                                | Wellington       | Athletic Park                 | 29:9     |
| 28 | 05. September 1959 | New Zealand Māori                                  | Auckland         | Eden Park                     | 12:6     |
| 29 | 09. September 1959 | Bay of Plenty & Thames Valley Rugby Football Union | Rotorua          | Rotorua International Stadium | 26:24    |
| 30 | 12. September 1959 | North Auckland Rugby Football Union                | Whangārei        | Okara Park                    | 35:13    |
| 31 | 19. September 1959 | Neuseeland                                         | Auckland         | Eden Park                     | 9:6      |

### Spiele in Kanada
| #  | Datum              | Gegner                       | Ort       | Stadion | Ergebnis |
| -- | ------------------ | ---------------------------- | --------- | ------- | -------- |
| 31 | 27. September 1959 | British Columbia Rugby Union | Vancouver |         | 16:11    |
| 32 | 29. September 1959 | Eastern Canada All-Stars     | Toronto   |         | 70:6     |

## Test Matches
| 6. Juni 1959 | Australien          | 6 : 17        | British Lions                                                                           | Exhibition Ground Zuschauer: 20.000 Schiedsrichter: Bryan O’Callaghan (Australien) |
| 6. Juni 1959 | Straftritte: Donald | (6:6) Bericht | Versuche: O’Reilly Smith Erhöhungen: Risman Straftritte: Hewitt (2) Dropgoals: Scotland | Exhibition Ground Zuschauer: 20.000 Schiedsrichter: Bryan O’Callaghan (Australien) |

Aufstellungen:
- Australien: John Carroll, Desmond Connor, Leonard Diett, Kenneth Donald, Peter Dunn, Keith Ellis, Peter Fenwicke , Peter Johnson, Jim Lenehan, Tony Miller, Alan Morton, Robert Outterside, Jack Potts, Arthur Summons, John Thornett
- Lions: Alan Ashcroft, Ronnie Dawson , John Faull, Dave Hewitt, Peter Jackson, Dickie Jeeps, Hugh McLeod, Syd Millar, Bill Mulcahy, Tony O’Reilly, Malcolm Price, Beverley Risman, Kenneth Scotland, Ken Smith, Rhys Williams

| 13. Juni 1959 | Australien          | 3 : 24        | British Lions                                                                                    | Sydney Sports Ground, Sydney Zuschauer: 15.521 Schiedsrichter: Arthur Tierney (Australien) |
| 13. Juni 1959 | Straftritte: Donald | (3:5) Bericht | Versuche: Dawson O’Reilly Price (2) Risman Erhöhungen: Hewitt (2) Scotland Straftritte: Scotland | Sydney Sports Ground, Sydney Zuschauer: 15.521 Schiedsrichter: Arthur Tierney (Australien) |

Aufstellungen:
- Australien: John Carroll, Desmond Connor, Leonard Diett, Kenneth Donald, Peter Dunn, Keith Ellis, Peter Fenwicke , Peter Johnson, Robert Kay, Jim Lenehan, Tony Miller, Alan Morton, Robert Outterside, Arthur Summons, John Thornett
- Lions: Ronnie Dawson , Roderick Evans, Dave Hewitt, Peter Jackson, Dickie Jeeps, David Marques, Hugh McLeod, Syd Millar, Noel Murphy, Tony O’Reilly, Malcolm Price, Beverley Risman, Kenneth Scotland, Ken Smith, Rhys Williams

| 18. Juli 1959 | Neuseeland                 | 18 : 17       | British Lions                                                               | Carisbrook, Dunedin Zuschauer: 41.500 Schiedsrichter: Allan Fleury (Neuseeland) |
| 18. Juli 1959 | Straftritte: D. Clarke (6) | (6:9) Bericht | Versuche: Jackson O’Reilly Price (2) Erhöhungen: Risman Straftritte: Hewitt | Carisbrook, Dunedin Zuschauer: 41.500 Schiedsrichter: Allan Fleury (Neuseeland) |

Aufstellungen:
- Neuseeland: Ross Brown, Don Clarke, Ian Clarke, Brian Finlay, Ronald Hemi, Stan Hill, Peter Hilton-Jones, Terry Lineen, Neven MacEwan, Frank McMullen, Bruce McPhail, Rex Pickering, Roger Urbahn, Pat Walsh, Wilson Whineray
- Lions: Ronnie Dawson , Roderick Evans, John Faull, Dave Hewitt, Peter Jackson, Dickie Jeeps, Hugh McLeod, Noel Murphy, Tony O’Reilly, Malcolm Price, Beverley Risman, Kenneth Scotland, Ken Smith, Rhys Williams, Gordon Wood

| 15. August 1959 | Neuseeland                                            | 11 : 8        | British Lions                                          | Athletic Park, Wellington Zuschauer: 53.000 Schiedsrichter: Roy Gillies (Neuseeland) |
| 15. August 1959 | Versuche: Caulton (2) D. Clarke Erhöhungen: D. Clarke | (6:0) Bericht | Versuche: Young Erhöhungen: Davies Straftritte: Davies | Athletic Park, Wellington Zuschauer: 53.000 Schiedsrichter: Roy Gillies (Neuseeland) |

Aufstellungen:
- Neuseeland: Kevin Briscoe, Ralph Caulton, Don Clarke, Ian Clarke, Richard Conway, Ernest Diack, Stan Hill, Terry Lineen, Neven MacEwan, John McCullough, Frank McMullen, Colin Meads, Kel Tremain, Desmond Webb, Wilson Whineray
- Lions: Alan Ashcroft, Terry Davies, Ronnie Dawson , Roderick Evans, Dickie Jeeps, David Marques, Hugh McLeod, Syd Millar, Noel Murphy, Tony O’Reilly, Bill Patterson, Malcolm Price, Malcolm Thomas, Rhys Williams, John Young

| 29. August 1959 | Neuseeland                                                                                               | 22 : 8         | British Lions                                         | Lancaster Park, Christchurch Zuschauer: 57.000 Schiedsrichter: Roy Gillies (Neuseeland) |
| 29. August 1959 | Versuche: Caulton (2) Meads Urbahn Erhöhungen: D. Clarke (2) Straftritte: D. Clarke Dropgoals: D. Clarke | (14:8) Bericht | Versuche: Hewitt Erhöhungen: Faull Straftritte: Faull | Lancaster Park, Christchurch Zuschauer: 57.000 Schiedsrichter: Roy Gillies (Neuseeland) |

Aufstellungen:
- Neuseeland: Ross Brown, Ralph Caulton, Don Clarke, Richard Conway, Ronald Hemi, Stan Hill, Mark Irwin, Terry Lineen, Neven MacEwan, John McCullough, Frank McMullen, Colin Meads, Kel Tremain, Roger Urbahn, Wilson Whineray
- Lions: Ronnie Dawson , Roderick Evans, John Faull, Dave Hewitt, Phillip Horrocks-Taylor, Peter Jackson, Dickie Jeeps, Hugh McLeod, Haydn Morgan, Tony O’Reilly, Malcolm Price, Kenneth Scotland, Ken Smith, Rhys Williams, Gordon Wood

| 19. September 1959 | Neuseeland                 | 6 : 9         | British Lions                     | Eden Park, Auckland Zuschauer: 60.000 Schiedsrichter: Patrick Murphy (Neuseeland) |
| 19. September 1959 | Straftritte: D. Clarke (2) | (3:3) Bericht | Versuche: Jackson O’Reilly Risman | Eden Park, Auckland Zuschauer: 60.000 Schiedsrichter: Patrick Murphy (Neuseeland) |

Aufstellungen:
- Neuseeland: Ralph Caulton, Adrian Clarke, Don Clarke, Richard Conway, Ronald Hemi, Stan Hill, Mark Irwin, Terry Lineen, John McCullough, Bruce McPhail, Colin Meads, Rex Pickering, Kel Tremain, Roger Urbahn, Wilson Whineray
- Lions: Terry Davies, Ronnie Dawson , John Faull, Dave Hewitt, Peter Jackson, Hugh McLeod, Haydn Morgan, Bill Mulcahy, Andy Mulligan, Noel Murphy, Tony O’Reilly, Ray Prosser, Beverley Risman, Kenneth Scotland, Rhys Williams

## Kader

### Management
- Tourmanager: A. W. Wilson
- Assistent: O. B. Glasgow
- Kapitän: Ronnie Dawson

### Spieler
| Spieler                 | Position         | Mannschaft                    |
| ----------------------- | ---------------- | ----------------------------- |
| Stan Coughtrie          | Gedrängehalb     | Edinburgh Academical FC       |
| Dickie Jeeps            | Gedrängehalb     | Northampton Saints            |
| Andy Mulligan           | Gedrängehalb     | Wanderers FC                  |
| Michael English         | Verbindungshalb  | UL Bohemians RFC              |
| Phillip Horrocks-Taylor | Verbindungshalb  | Leicester Tigers              |
| Gordon Waddell          | Verbindungshalb  | Cambridge University RUFC     |
| Jeff Butterfield        | Innendreiviertel | Northampton Saints            |
| David Hewitt            | Innendreiviertel | Queen’s University RFC        |
| Bill Patterson          | Innendreiviertel | Sale Sharks                   |
| Malcolm Price           | Innendreiviertel | Pontypool RFC                 |
| Malcolm Thomas          | Innendreiviertel | Newport RFC                   |
| Niall Brophy            | Außendreiviertel | University College Dublin RFC |
| Peter Jackson           | Außendreiviertel | Coventry RFC                  |
| Tony O’Reilly           | Außendreiviertel | Old Belvedere RFC             |
| John Young              | Außendreiviertel | Harlequins                    |
| Terry Davies            | Schlussmann      | Llanelli RFC                  |
| Beverley Risman         | Schlussmann      | Manchester Rugby Club         |
| Kenneth Scotland        | Schlussmann      | Cambridge University RUFC     |

| Spieler        | Position             | Mannschaft                    |
| -------------- | -------------------- | ----------------------------- |
| Ronnie Dawson  | Hakler               | Wanderers FC                  |
| Bryn Meredith  | Hakler               | Newport RFC                   |
| Hugh McLeod    | Pfeiler              | Hawick RFC                    |
| Syd Millar     | Pfeiler              | Ballymena RFC                 |
| Ray Prosser    | Pfeiler              | Pontypool RFC                 |
| Gordon Wood    | Pfeiler              | Garryowen Football Club       |
| Roderick Evans | Zweite-Reihe-Stürmer | Cardiff RFC                   |
| David Marques  | Zweite-Reihe-Stürmer | Harlequins                    |
| Bill Mulcahy   | Zweite-Reihe-Stürmer | University College Dublin RFC |
| Rhys Williams  | Zweite-Reihe-Stürmer | Llanelli RFC                  |
| Haydn Morgan   | Flügelstürmer        | Abertillery RFC               |
| Noel Murphy    | Flügelstürmer        | Cork Constitution             |
| Ken Smith      | Flügelstürmer        | Kelso RFC                     |
| Alan Ashcroft  | Nummer Acht          | Waterloo FC                   |
| John Faull     | Nummer Acht          | Swansea RFC                   |